# Lac Lucky Peak

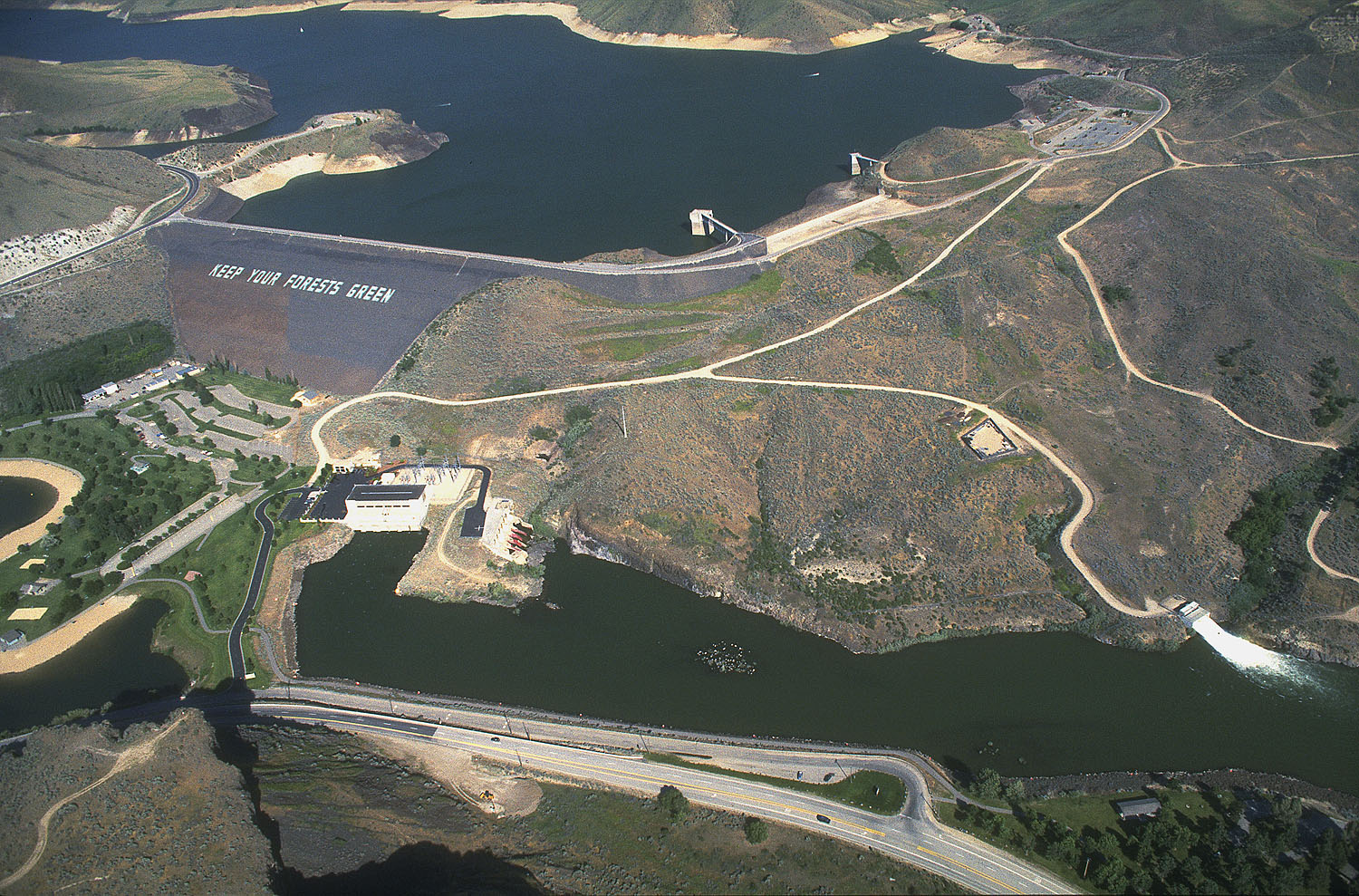
Vue aérienne de l'ouest en juin 1997

Le barrage Lucky Peak est un barrage en terre et gravier de l'ouest des États-Unis, situé sur la rivière Boise dans le sud-ouest de l'Idaho. Dans le comté d'Ada à l'est de Boise, il se trouve directement en aval du barrage Arrowrock, un barrage-voûte en béton achevé en 1915. Au moment de sa construction au début des années 1950, le but principal de Lucky Peak était de contrôler les inondations, avec un but secondaire d'irrigation. L'altitude de fonctionnement normale du réservoir plein est de 3 055 pieds (931 m) au-dessus du niveau de la mer, l'altitude du réservoir vide (rivière Boise) est de 2 824 pieds (861 m).
La construction a commencé en novembre 1949 par le Corps des ingénieurs de l'armée américaine. La plupart des barrages fédéraux du sud de l'Idaho, y compris les autres sur la rivière Boise, ont été construits par le Bureau of Reclamation, et non par le Corps des ingénieurs. L'Idaho Power Company, une société privée, a construit plusieurs barrages hydroélectriques sur la rivière Snake.
Situé le long de la State Highway 21, à 16 km en amont de la ville de Boise, il a été construit sans production d'énergie hydroélectrique. La construction de la centrale a commencé en 1984 et elle est devenue opérationnelle en 1988, produisant de l'électricité principalement pour Seattle City Light.
Le barrage doit son nom à une montagne voisine de la chaîne de Boise, à environ 6 km au nord du barrage. L'altitude du sommet de la montagne Lucky Peak (également connue sous le nom de Shaw Mountain) est de 1 800 m.
Le barrage forme le lac Lucky Peak et est entouré par le parc national Lucky Peak.
Le barrage est également à proximité de la formation de zéolite du barrage Lucky Peak.

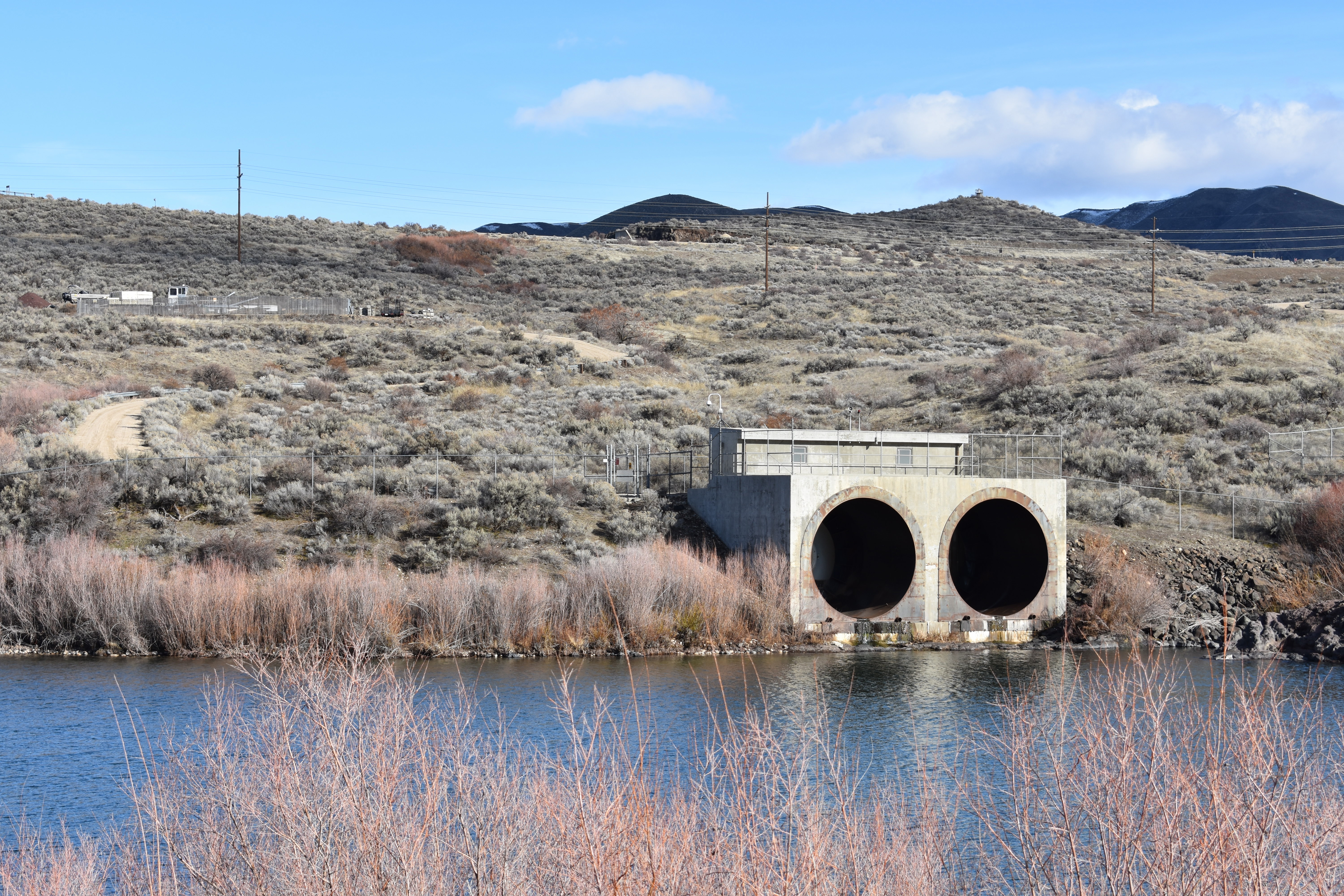
Tunnels de dérivation du lac Lucky Peak à la rivière Boise près de Boise, Idaho

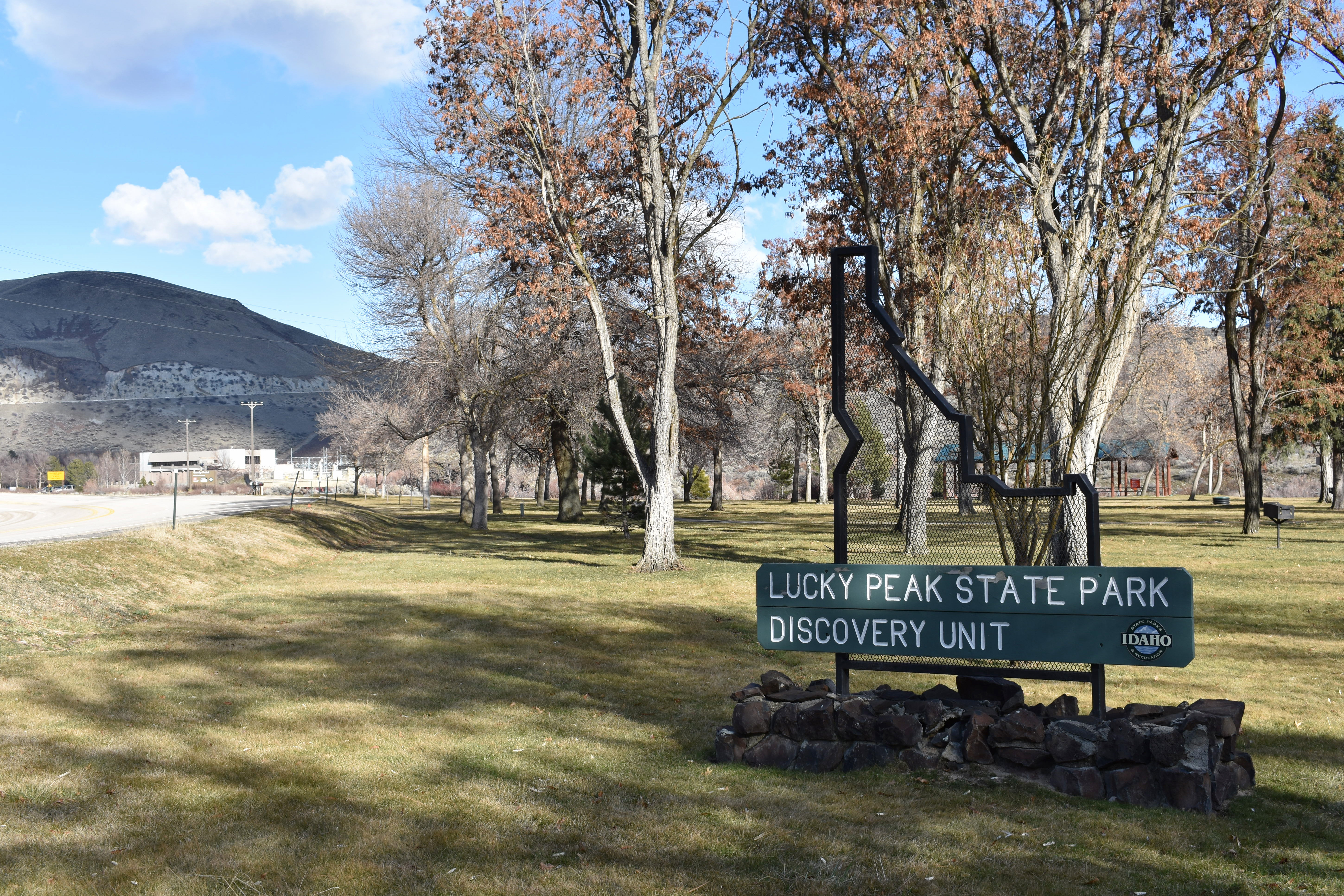
Parc d'État de Lucky Peak près de Boise, Idaho

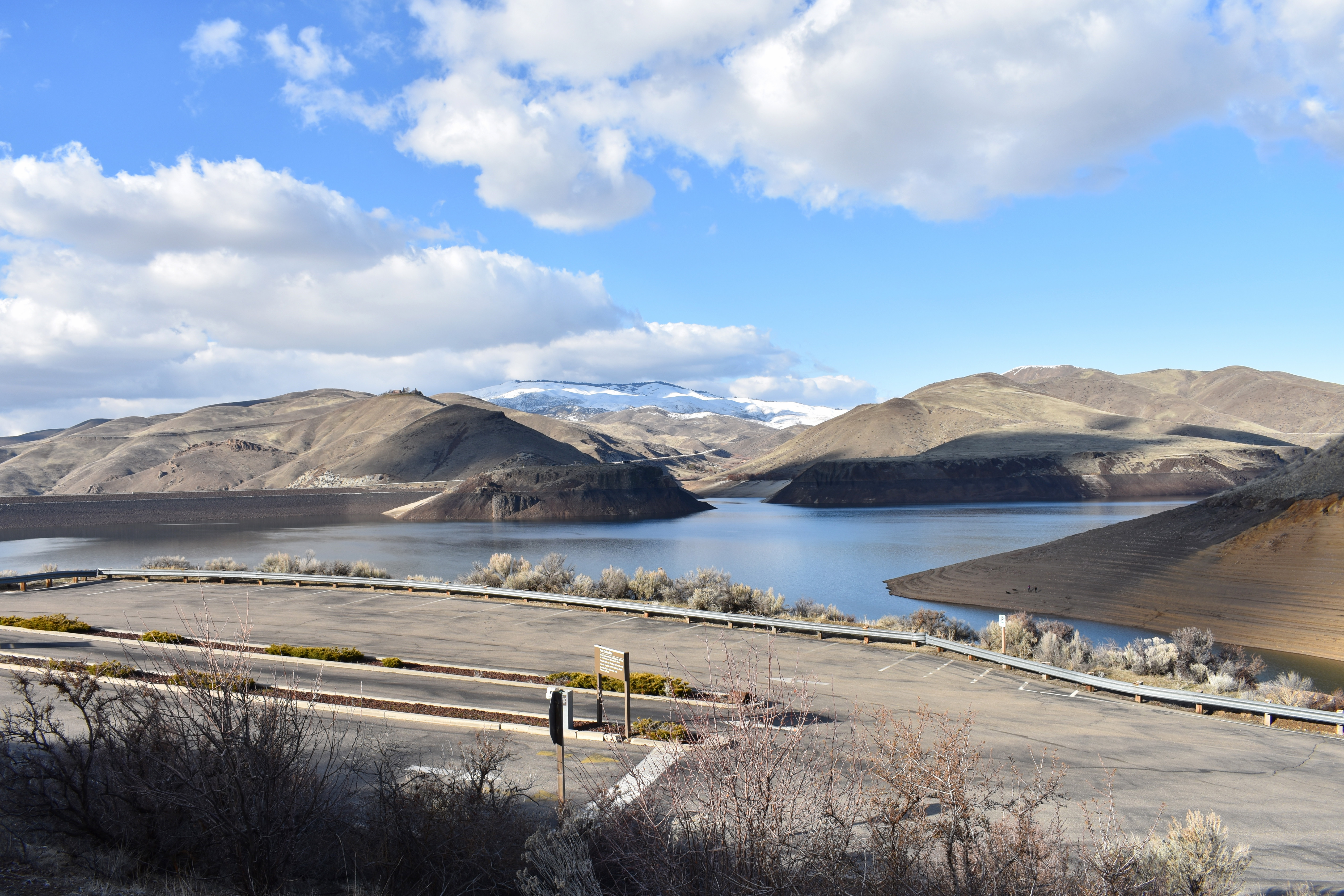
Le lac Lucky Peak a été créé en 1955 avec la construction du barrage Lucky Peak.